# Roger Mahony
Roger Michael Mahony (ur. 27 lutego 1936 w Los Angeles) – amerykański duchowny katolicki, emerytowany arcybiskup Los Angeles, kardynał.

## Życiorys
Kształcił się w seminarium w Mission Hill i na Amerykańskim Uniwersytecie Katolickim w Waszyngtonie (gdzie obronił doktorat z nauk społecznych). Przyjął święcenia kapłańskie 1 maja 1962 we Fresno i został inkardynowany do diecezji Monterey-Fresno, gdzie prowadził pracę duszpasterską oraz kierował diecezjalnymi instytucjami dobroczynnymi. Pełnił także funkcję kanclerza diecezji i proboszcza parafii katedralnej Św. Jana we Fresno.
W styczniu 1975 został mianowany biskupem pomocniczym Fresno, ze stolicą tytularną Tamascani; otrzymał sakrę 19 marca 1975 z rąk Hugh Donohoe (biskupa Fresno). Po pięciu latach został przeniesiony na samodzielną stolicę biskupią – Stockton (luty 1980). W lipcu 1985 promowany na arcybiskupa Los Angeles; brał udział w sesjach Światowego Synodu Biskupów w Watykanie, w tym w sesji specjalnej poświęconej Kościołowi amerykańskiemu (listopad-grudzień 1997, jako prezydent-delegat).
W czerwcu 1991 Jan Paweł II wyniósł go do godności kardynalskiej, nadając tytuł prezbitera Santi Quattro Coronati. Od 1991 Mahony bierze udział w pracach Rady Kardynalskiej ds. badania Ekonomicznych i Organizacyjnych Problemów Stolicy Świętej.
Zrezygnował z funkcji arcybiskupa metropolity Los Angeles 1 marca 2011.
Obecny arcybiskup Los Angeles José Horacio Gómez poinformował wiernych w liście z 31 stycznia 2013 roku, że zwalnia kard. Mahony'ego z wszelkich administracyjnych i publicznych obowiązków w związku z aferą tuszowania przypadków molestowania seksualnego dzieci przez duchownych archidiecezji.
Uczestnik konklawe 2005 i konklawe 2013 roku. 27 lutego 2016 roku skończył 80 lat i stracił prawo do udziału w konklawe.